# Ponte Regina Margherita
Ponte Regina Margherita, noto anche come ponte Margherita, è un ponte che collega piazza della Libertà al lungotevere Arnaldo da Brescia, a Roma, nei rioni Campo Marzio e Prati.

## Storia
Progettato dall'architetto Angelo Vescovali, fu costruito tra il 1886 e il 1891; denominato inizialmente ponte al Popolo, in quanto collegamento tra piazza del Popolo e il costruendo quartiere Prati di Castello, fu dedicato provvisoriamente a re Umberto I di Savoia (al quale è stato poi intitolato un altro ponte) ed infine alla regina Margherita di Savoia, prima Regina d'Italia. Il ponte costituisce un collegamento diretto tra piazza della Libertà, nel rione Prati, e piazza del Popolo e fu il primo in muratura costruito sul Tevere dopo molti secoli. 

## Descrizione
Presenta tre arcate in muratura rivestite di travertino ed è lungo circa 110 metri.